# Imre Szabics
Imre Szabics (ur. 22 marca 1981 roku w Segedynie) – węgierski piłkarz, grający na pozycji napastnika.

## Kariera piłkarska
Zaczynał karierę w 1990 roku w klubie Szeged LC, z którego po pięciu latach gry przeniósł się do Ferencvárosu Budapeszt. Tam też jego kariera nabrała rozpędu, przez co został zauważony i zakupiony przez działaczy austriackiego Sturmu Graz. W Austrii grał przez cztery lata, podczas których został najlepszym strzelcem zespołu oraz wyrobił sobie dobrą renomę. W 2003 roku sięgnął po niego zespół niemieckiej Bundesligi, VfB Stuttgart. Węgier spędził w nim dwa sezony, strzelając 14 bramek w 49 meczach. Wystąpił także w elitarnych rozgrywkach Ligi Mistrzów. Latem 2005 Szabics zmienił klub na 1. FC Köln, z którym spadł do 2. Bundesligi. Od sierpnia 2006 do 2007 roku był zawodnikiem 1. FSV Mainz 05, a następnie przeszedł do FC Augsburg. Od sezonu 2010 wrócił do Austrii, do Sturmu Graz. W 2013 roku zakończył karierę.
W drużynie narodowej zadebiutował w meczu z Luksemburgiem 30 kwietnia 2003, strzelając dwie bramki.